# Knorr-Bremse AG
Knorr-Bremse AG е германска компания за производство на влакови спирачки. Тя е водеща компания в производството на влакови спирачки. Компанията има филиали на над 100 места в 30 страни. Седалището ѝ е в Мюнхен, Германия.
1. ↑  www.boerse-frankfurt.de //   Посетен на 23 май 2024 г.
2. 1 2 3 4  www.boerse-frankfurt.de //   Посетен на 23 май 2024 г.